# Gustavo Luza
Gustavo Luza (Buenos Aires, 11 ottobre 1962) è un ex tennista argentino.

## Carriera
In carriera ha vinto 5 titoli di doppio. Nei tornei del Grande Slam ha ottenuto il suo miglior risultato raggiungendo le semifinali di doppio misto all'Open di Francia nel 1991, in coppia con l'ungherese Andrea Temesvári, e il terzo turno nel doppio sempre all'Open di Francia nel 1986, in coppia con il connazionale Gustavo Tiberti, e nel 1990, in coppia con il brasiliano Cássio Motta.
In Coppa Davis ha giocato un totale di 3 partite, collezionando 2 vittorie e 1 sconfitta.

## Statistiche

### Doppio

#### Vittorie (5)
| Numero | Anno | Torneo                           | Superficie  | Compagno           | Avversari in finale        | Punteggio     |
| 1.     | 1989 | Torneo Godó, Barcellona          | Terra rossa | Christian Miniussi | Sergio Casal Tomáš Šmíd    | 6-3, 6-3      |
| 2.     | 1990 | Chevrolet Classic, Guarujá       | Cemento     | Javier Frana       | Luiz Mattar Cássio Motta   | 7–6, 7–6      |
| 3.     | 1990 | ATP Bologna Outdoor, Bologna     | Terra rossa | Udo Riglewski      | Jérôme Potier Jim Pugh     | 7–6, 4–6, 6–1 |
| 4.     | 1991 | Madrid Tennis Grand Prix, Madrid | Terra rossa | Cássio Motta       | Luiz Mattar Jaime Oncins   | 6-0, 7-5      |
| 5.     | 1992 | Cologne Open, Colonia            | Terra rossa | Horacio de la Peña | Ronnie Båthman Libor Pimek | 6-7, 6-0, 6-2 |